# 羅莎·博納爾
羅莎·博納爾（法語：Rosa Bonheur，1822年3月16日—1899年5月25日），原名瑪麗·羅莎莉·博納爾 (Marie-Rosalie Bonheur)，19世紀最著名女性畫家，以動物畫出名。她的畫作曾是國際間最暢銷且售價最高。也是法國榮譽軍團勳章設立以來首位獲頒「大軍官勳位」的女性。羅莎·博納爾亦被認為是藝術史上第一位畫作被拿來炒作的畫家。羅莎·博納爾過世後，她的作品在當時正興起的現代藝術衝激下很快失去了光環。不過生長在一個女權主義受到壓制，女性才能遭受質疑的年代，她勇於追求理想的精神與精益求精的工作態度一直都是後世楷模。1980年代她被一些美國女性主義者視為先驅榜樣之後，再度出現了關於她的相關著作、文章以及媒體報導。

## 生平
羅莎·博納爾出生在法國波爾多的一個藝術家庭，父親雷蒙·博纳尔（1796-1849)是知名畫家，母親蘇菲·馬其（Sophie Marquis, 1797-1833)擅長音樂。兩個弟弟奧古斯特·博納爾(1824-1884) 與伊西多尔·博纳尔(1827-1901)和妹妹朱丽叶·博纳尔(1830-1891)都是傑出畫家與雕刻家。奧古斯特·博纳尔與伊西多尔·博纳尔皆曾榮獲法國榮譽軍團「騎士勳章」。茱莉葉·博纳尔曾榮獲1889年世界博覽會銅牌獎。羅莎·博納爾在波爾多的童年是幸福的。母親出自貴族府邸，父親以畫養家，雖不富裕，精神生活卻是富足。羅莎·博納爾從很小的年紀就展現出對繪畫的高度興趣，但在其他方面像是閱讀卻有著極大障礙。入學後，也無法遵從在校應有的規矩，經常在校調皮搗蛋。校方只好請求家長帶回。擅長動物畫的父親決定親自帶領羅莎，跟著自己在畫室學畫，並且為她在家中飼養了好些小動物。
她六歲時舉家遷往巴黎。崇尚聖西門的父親滿懷理想與抱負，相信通過平和、公義之手段可以改造社會。到了巴黎之後，巴黎有更多機會與聖西門的信徒們接近，父親1831年抛開家庭，進入由「昂方廷神父」領導的「聖西門運動」的修道院團體，過著禁欲主義的生活。直到1832年，社團遭到政府出面干預被解散後，父親才回到家中。在父親離家出走期間，她母親獨自帶著四個年幼的孩子，生活靠著母親的養父接濟。養父過世後，也隨之失去了經濟幫助。而父親回家之後，還常常抱怨感嘆婚姻阻礙了他的理想與抱負。心力交瘁下，母親於1833年過世。當時因爲家境困窘，只能將母親葬在蒙馬特公墓的「亂葬崗」上。母親的去世給當時11歲的羅莎·博納爾的心理留下陰影，這對後來她拒絕婚姻、一心埋頭繪畫事業的個人性格的形成產生了影響。
1837年，羅莎·博納爾認識了小她兩歲、熱愛動物與繪畫的娜塔莉·米卡（Nathalie Micas, 1824-1889)。娜塔莉父母待羅莎如己出。多年後，米卡先生過世，羅莎就一直與米卡太太及娜塔莉一同生活，直至她們離世。
隨著年紀的增長，并且在父親為她奠下的繪畫基礎上，羅莎·博納爾利用一切機會提高自己的畫作能力，除了經常流連於於森林或是動物園之外，還經常穿梭於通常只有男性往來的馬市或牛市，或者有時整天停留在滿地血水的屠宰場，為了工作方便，她剪短髮並穿著當時女性需要許可證才能公然穿著的長褲，通過這些對動物進行近距離的觀察。同時她也是羅浮宮與國立自然史博物館的常客。
1859年，羅莎·博納爾買下距離楓丹白露不遠、佔地約四公頃的托姆里-比镇城堡以打造更合宜的畫室且可飼養更多大型動物的生活空間。成為法國第一位女性以自身收入買下產權者。以後的40年，羅莎·博納爾一直生活在這裏。
1889年，娜塔莉·米卡過世的當年，羅莎·博納爾在世界博覽會上認識了已有名氣的美國年輕女畫家安娜·伊丽莎白·克伦普克(1856 – 1942)。之後一直保持著聯係。1898年，羅莎·博納爾答應了安娜·克伦普克來「比镇城堡」為她畫像及撰寫傳記的要求。1899年羅莎·博納爾逝世，安娜·克伦普克成為羅莎·博納爾唯一財產繼承人（原來的唯一繼承人為娜塔莉·米卡）。在「比镇城堡」期間安娜·克伦普克完成羅莎·博納爾三幅畫像，亦於1908年出版羅莎·博納爾傳記（法文版）。之後又有英文翻譯版在美國出版。羅莎·博納爾身後安葬於拉雪茲神父公墓（第74分區）娜塔莉·米卡身邊。1942年安娜·克倫普克在美國逝世。1948年骨灰運回法國，安息於羅莎·博納爾與娜塔莉·米卡身邊。
由於羅莎·博納爾終生未婚，所以社會也流傳著她是同性戀的謠傳。

## 成名之路
- 1841年，19歲的羅莎·博納爾以「兩隻兔子」(Les Deux Lapins)在當時西方最重要的藝術展巴黎沙龍上嶄露頭角，獲得報界好評與讚譽。從此更加鞏固了羅莎·博納爾自身熱愛的主題----動物與大自然的信念。之後每年都有參展，亦有得名。「兩隻兔子」收藏於法國波爾多美術館。
- 1848年，「牛與公牛」(Bœufs et Taureaux, race du Cantal)榮獲當年巴黎沙龍金牌獎。
- 1849年，「初秋翻土」(Labourage nivernais, 133 × 206 公分)參展巴黎沙龍。畫作是法國政府於1848年向罗莎·博纳尔所訂購，原本為里昂美術館而訂，由於畫作參展後廣受國內外一致好評，政府決定將此畫留在巴黎，由盧森堡博物館收藏。羅莎·博納爾過世後轉移至羅浮宮。1986年巴黎奧賽博物館建立後再轉移至該館。[3]
- 1853年，以未完成畫作「馬市」( Le Marche aux Chevaux, 244 × 500 公分)參展巴黎沙龍。評審結果是羅莎·博納爾未來參展得以「豁免審查」，因為羅莎·博納爾已獲得過沙龍的所有獎項，沙龍已沒有更高獎項可以頒贈給她。現收藏於美國紐約大都會博物館。 同年，法國內政部向罗莎·博纳尔訂畫一幅，一直收藏於楓丹白露宮的「奧弗涅的牧草收割」(La fenaison en Auvergne, 213 × 422公分，1855)。[4]
- 1853年之後，羅莎·博納爾的畫作在國際間尤其英國與美國廣受珍藏。畫室裡更常有各地王公貴族、達官顯貴來訪。榮譽、頭銜不曾間斷。 英國維多利亞女王亦曾在羅莎·博納爾巡迴展至英國期間親口對她表示讚美。

## 部分畫作

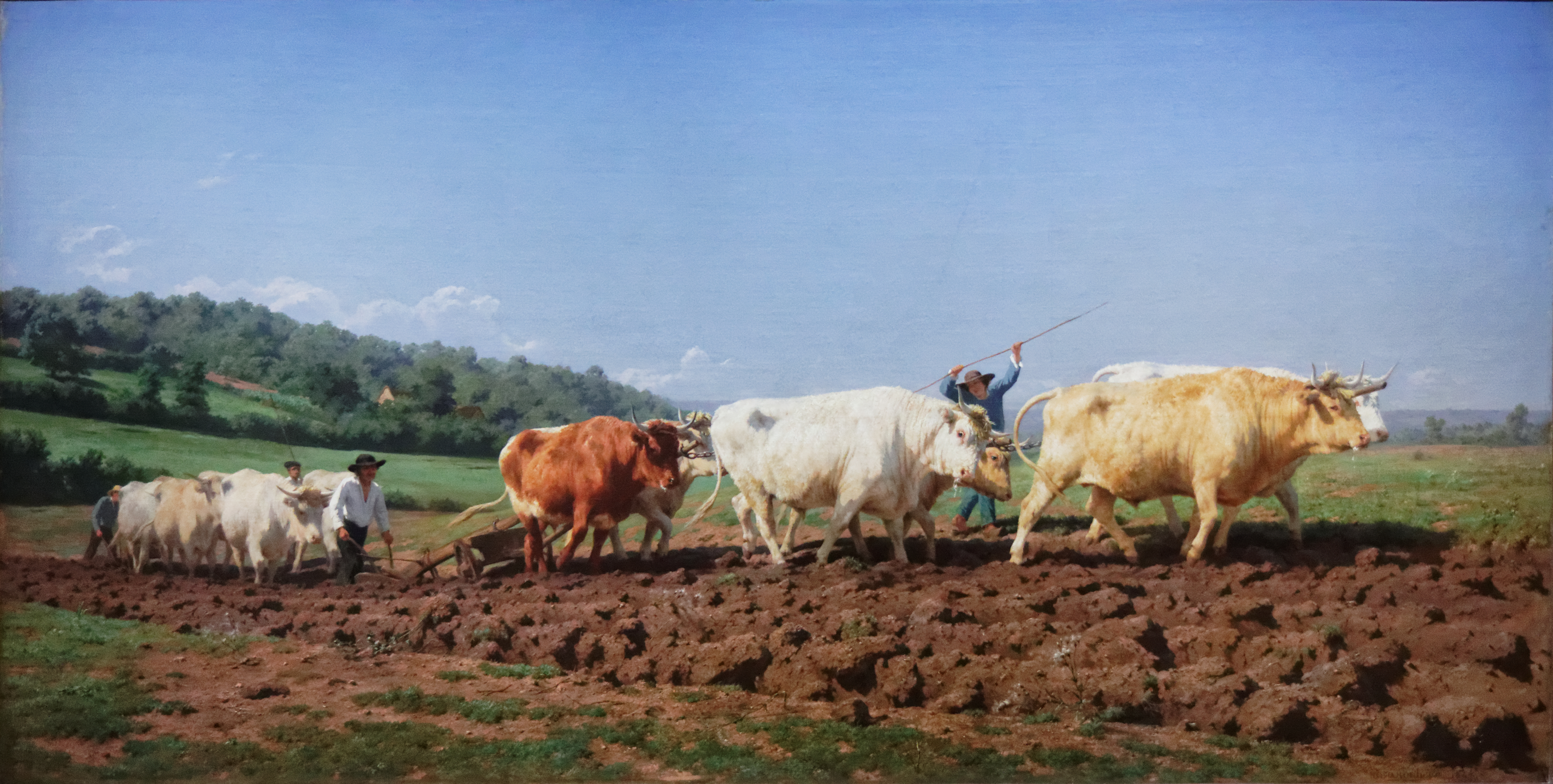
「初秋翻土」(1849)奧賽博物館。
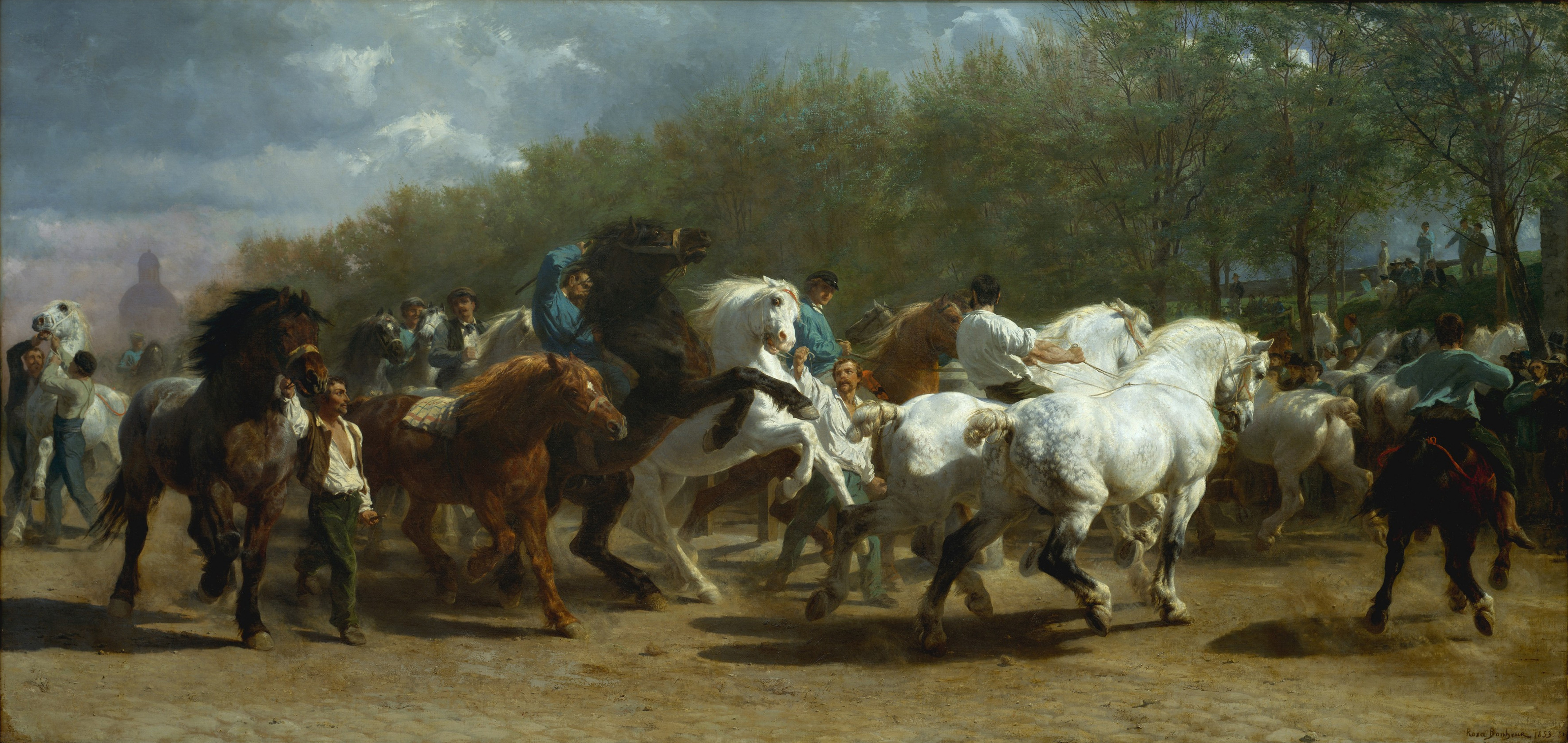
「馬市」（1853）紐約大都會博物館
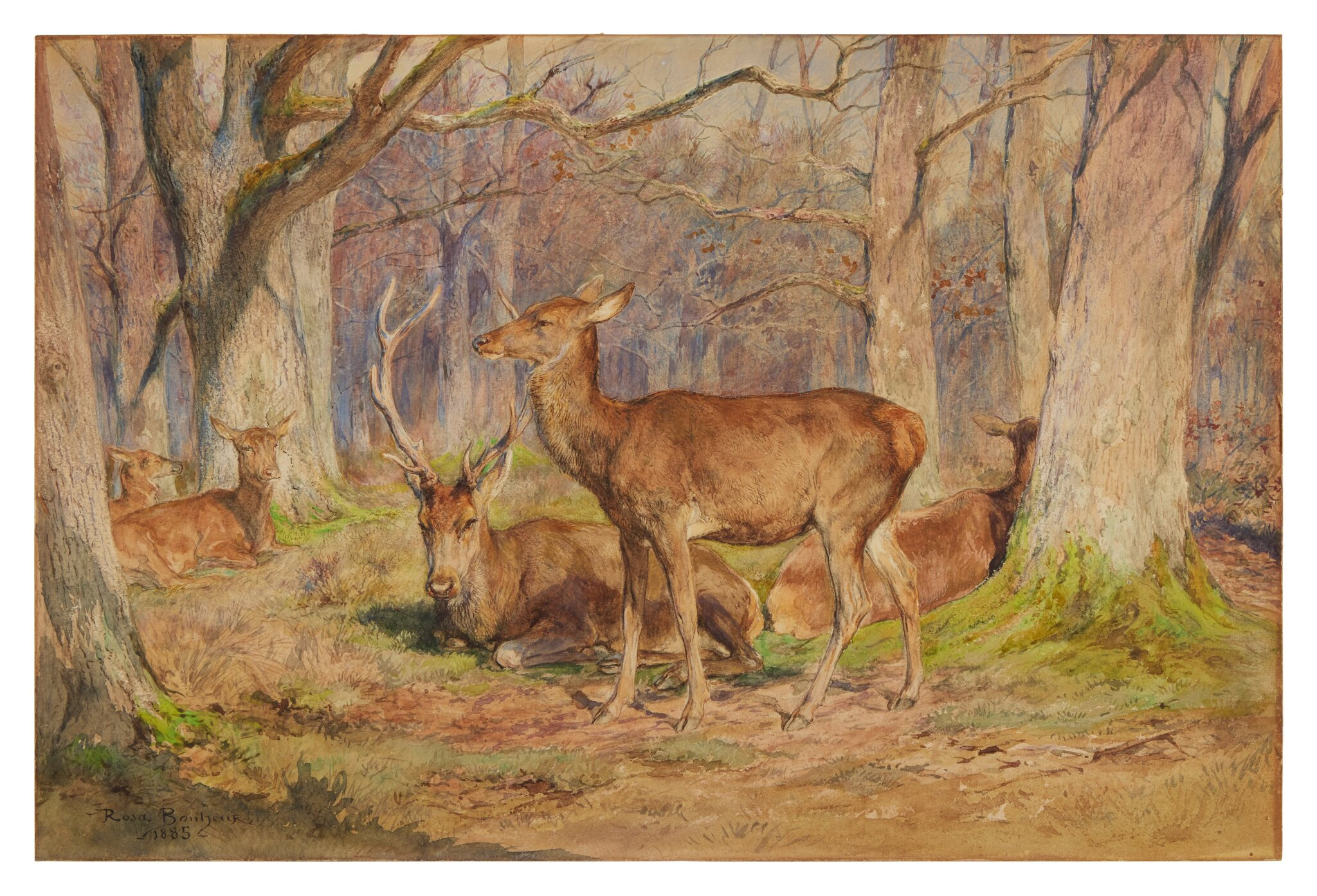
「清晨中的楓丹白露森林的鹿群」（1885）
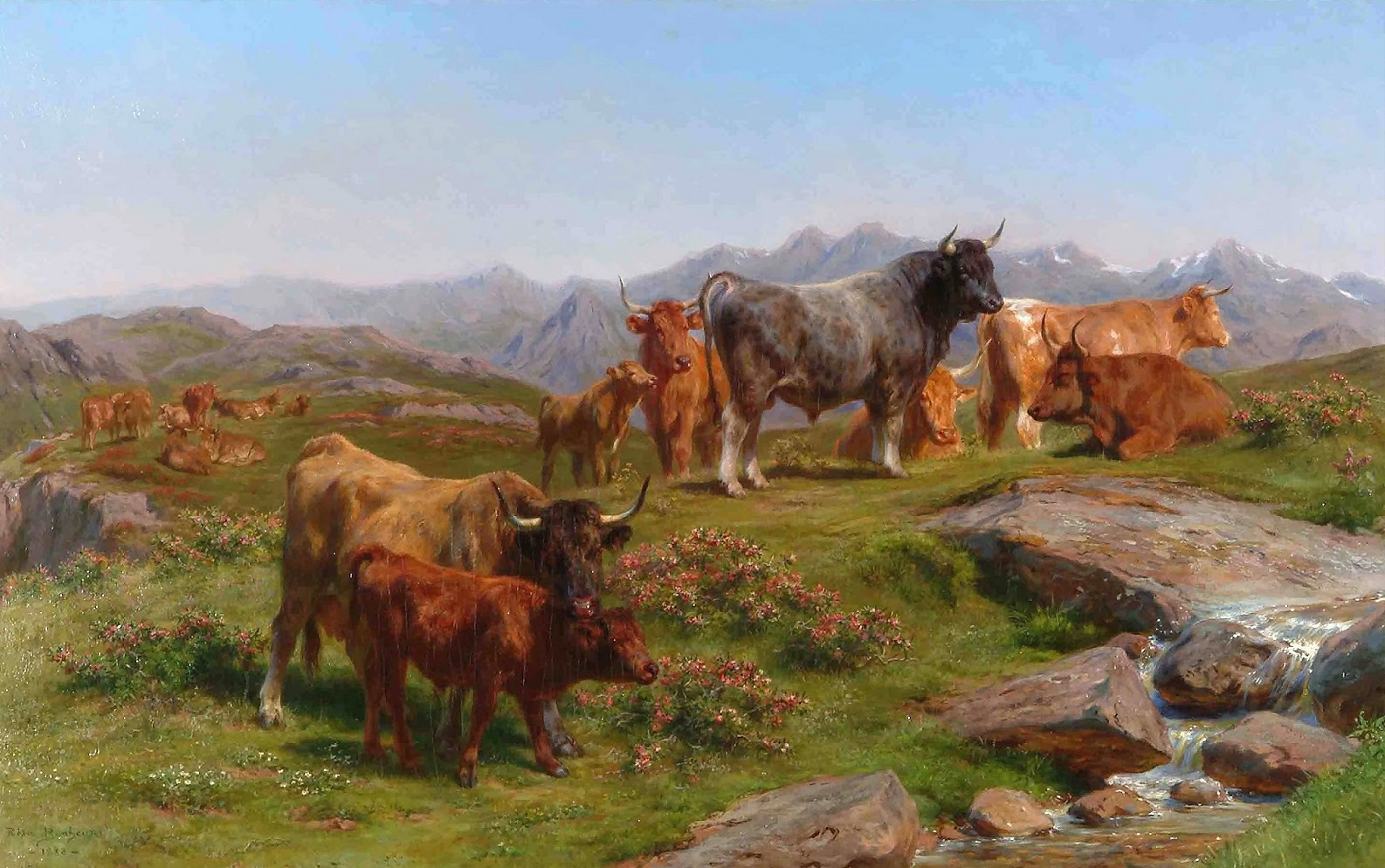
「牛與公牛」（1848）
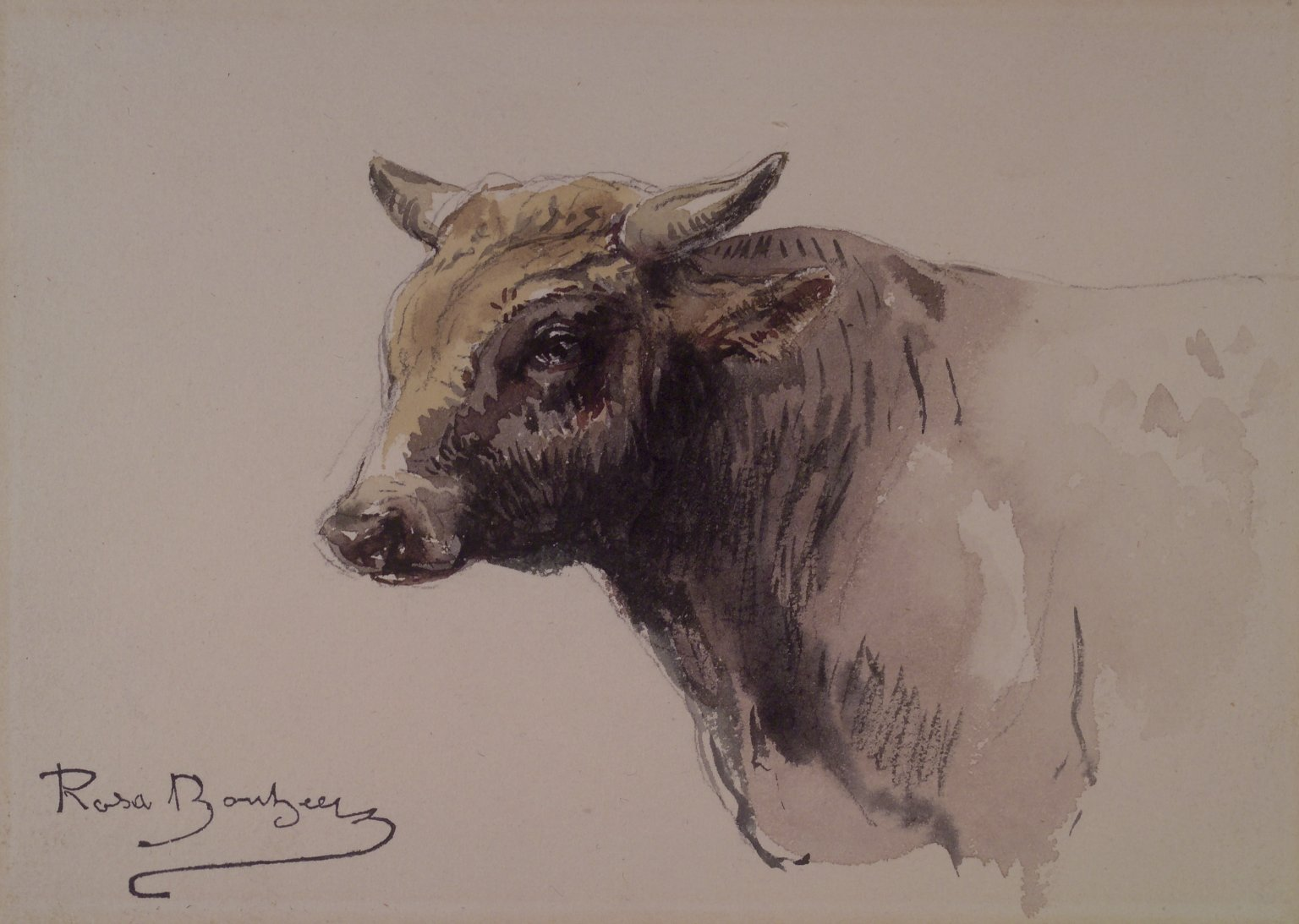
「公牛頭」布魯克林博物館。
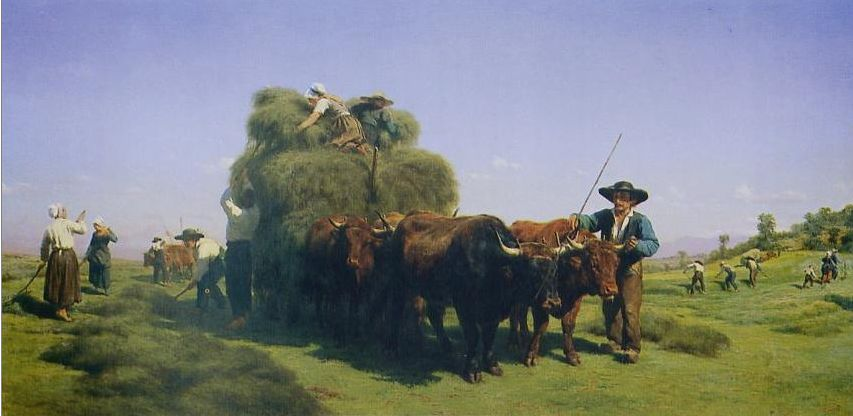
「奧弗涅的牧草收割」（1855）
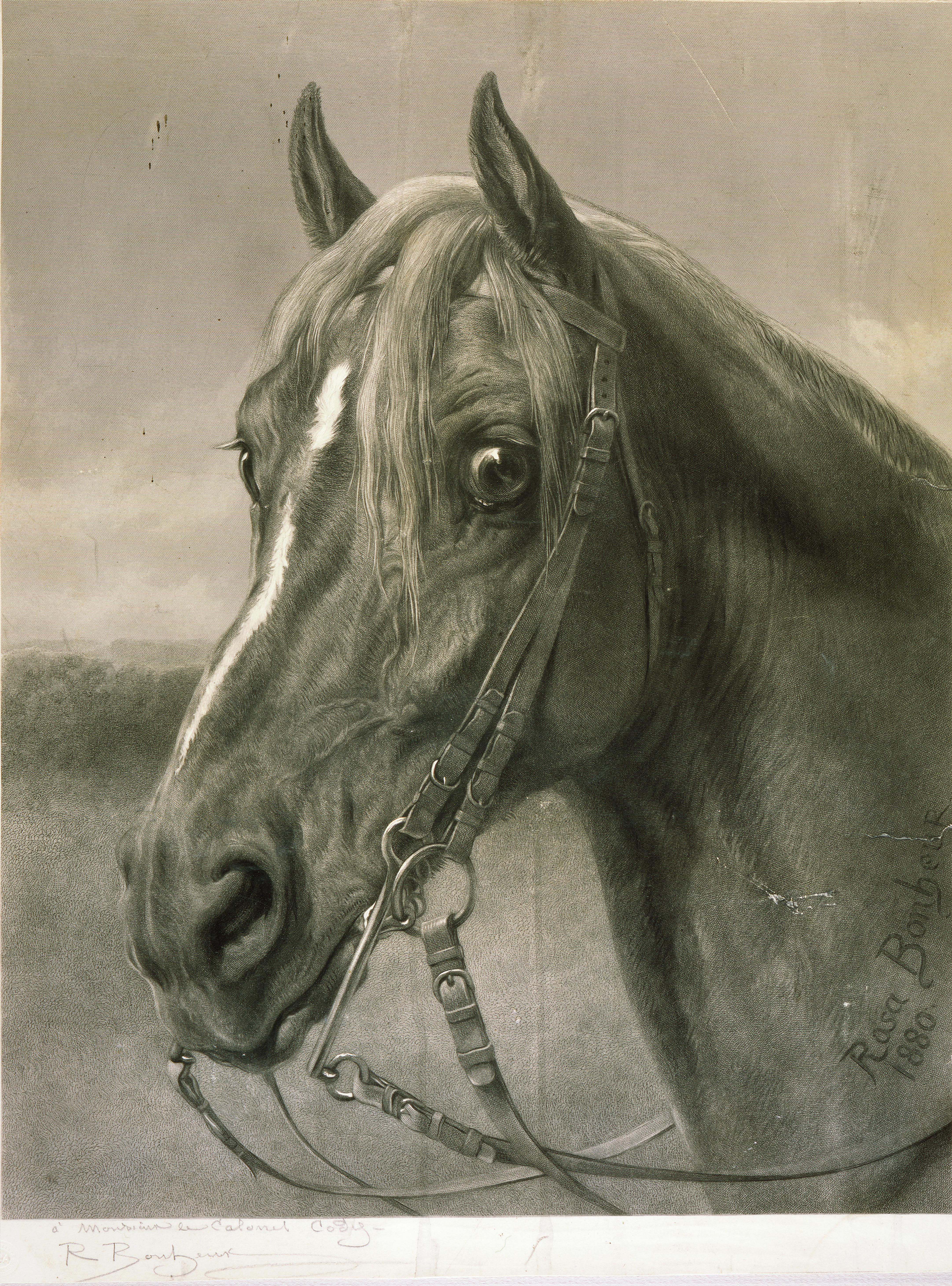
「科迪上校」(1880)

## 榮譽紀念

### 勳章
- 1865年，獲頒法國榮譽軍團「騎士勳章」，由法皇拿破崙三世妻子歐珍妮·德·蒙提荷親自到「比镇城堡」頒贈。為法國第一位女性藝術家獲此殊榮者。之後於1894年晉升為「大軍官勳位」，成為法國榮譽軍團勳章設立以來首位獲頒此勳位的女性。
- 1899年，過世後，法國藝術家沙龍（法语：Salon des artistes français）以其終生成就頒贈榮譽勳章。

### 紀念展
- 1922年，法國藝術家協會（英语：Société des artistes français）於巴黎大皇宮舉辦羅莎·博納爾百年誕辰紀念展。
- 1997年， 波爾多美術館舉辦羅莎·博納爾逝世百年紀念展。之後繼續於「巴比松派藝術家博物館」(Musée de l'école de Barbizon)以及美國紐約達希什藝術博物館（英语：Dahesh Museum of Art）展出。

### 紀念碑
- 羅莎·博納爾紀念碑，1901年建於楓丹白露。毀於二戰。殘餘收藏紐約達希什藝術博物館。
- 羅莎·博納爾紀念雕像，1910年由波爾多美術館收藏，展示於波爾多公園（法语：Jardin public de Bordeaux）。
- 紀念肖像，刻於巴黎15區以罗莎·博纳尔為名的「羅莎·博納爾街」上噴泉中央四方石柱上。石柱另三面為瓦朗坦·阿维（被譽為「盲人之父」）、路易-喬治·米洛（英语：Louis-Georges Mulot）（著名工程師）、歐仁·布許（英语：Eugène Bouchut）（著名醫師），皆是對社會極有貢獻者。三位所面向的街道也都是以他們的姓名而命名。

### 路名校名
- 法國各地不少城市都有以羅莎·博納爾命名的街道，如巴黎、楓丹白露、波爾多、里昂、尼斯、南特、貝爾福、拉罗谢尔、佩皮尼昂等等。羅莎·博納爾住了40年的比镇城堡前的路名自是不在話下。亦有少數學校如國中、小學或幼稚園以羅莎·博納爾為名。

### 紀念大樓
- 2019年起，波爾多-蒙田大學校區一棟大樓以羅莎·博納爾為名。[5]

### 天文
- 金星撞擊坑以羅莎·博納爾命名。

### 獎項
- 「羅莎·博納爾獎」（法语：Prix Rosa-Bonheur），1900年設於「法國藝術家協會」名下，以動物畫為獎勵對象。

### 組織
- . （原始内容存档于2021-04-01） （法语）.[註 1]
- . （原始内容存档于2020-01-24） （英语）.
- . （原始内容存档于2021-01-16） （法语）.

### 著述
例舉一二：
- . （原始内容存档于2020-08-23） （法语）.。阿勒孚國家獸醫學院（英语：École nationale vétérinaire d'Alfort）博士論文，Léa REBSAMEN, 2013.
- Rosa Bonheur: Liberté est son nom（《罗莎·博纳尔：她的名字叫自由》）, Gonzague Saint-Bris（英语：Gonzague Saint-Bris）, 巴黎, Robert Laffont, 2012.
- Rosa Bonheur, a Life and a Legend（《罗莎·博纳尔，生命與傳奇》）, Ashton, D., Browne Hare, D., 紐約, 1981, repr., p.187.-
- Rosa Bonheur, sa vie, son oeuvre (《罗莎·博纳尔，她的人生、她的作品》), 安娜·克伦普克，巴黎，Flammarion, 1908, p.323. repr.-

### 休閒養生
- 巴黎2014年至今已有三家連鎖甘凱特（英语：Guinguette）[註 2]以罗莎·博纳尔為名在巴黎市區以及大巴黎區開張營業：肖蒙山丘公園、榮軍院港口（法语：Port des Invalides）、以及塞納河畔阿涅爾三處。
- Hammam Rosa Bonheur是位於摩洛哥馬拉喀什著名水療養生館。

## 羅莎·博納爾的好友

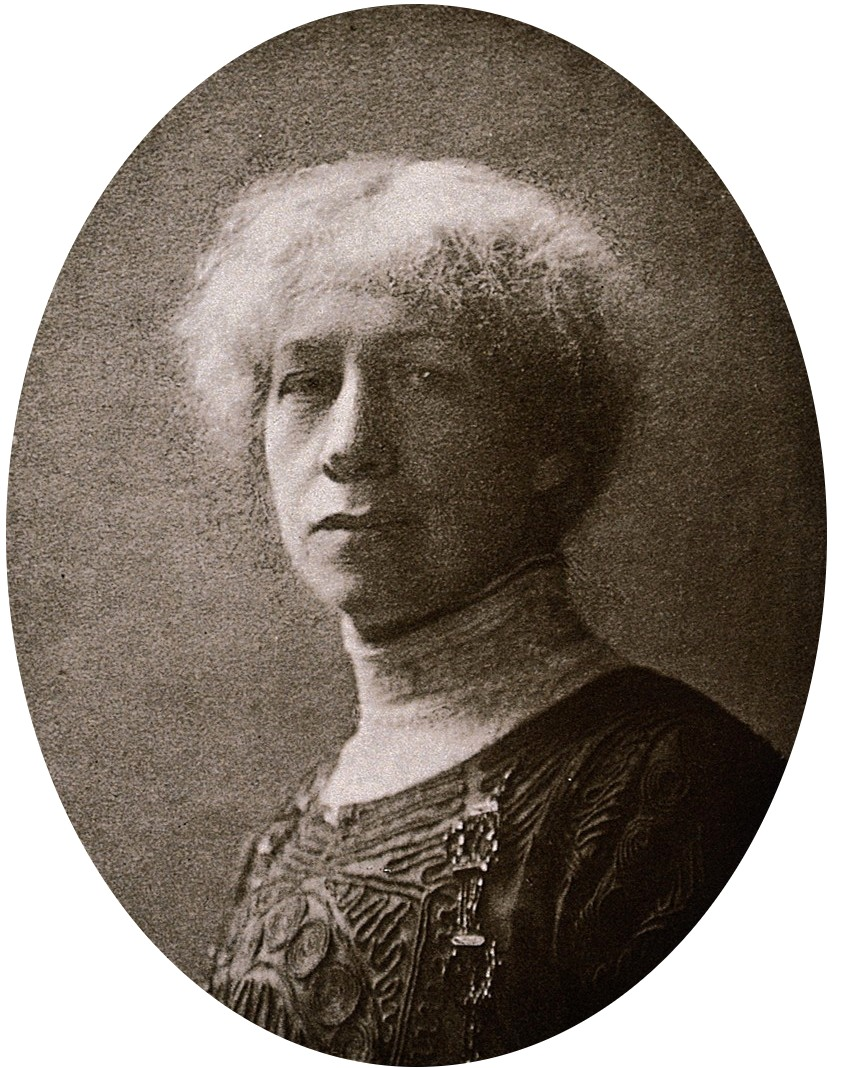
安娜·克倫普克
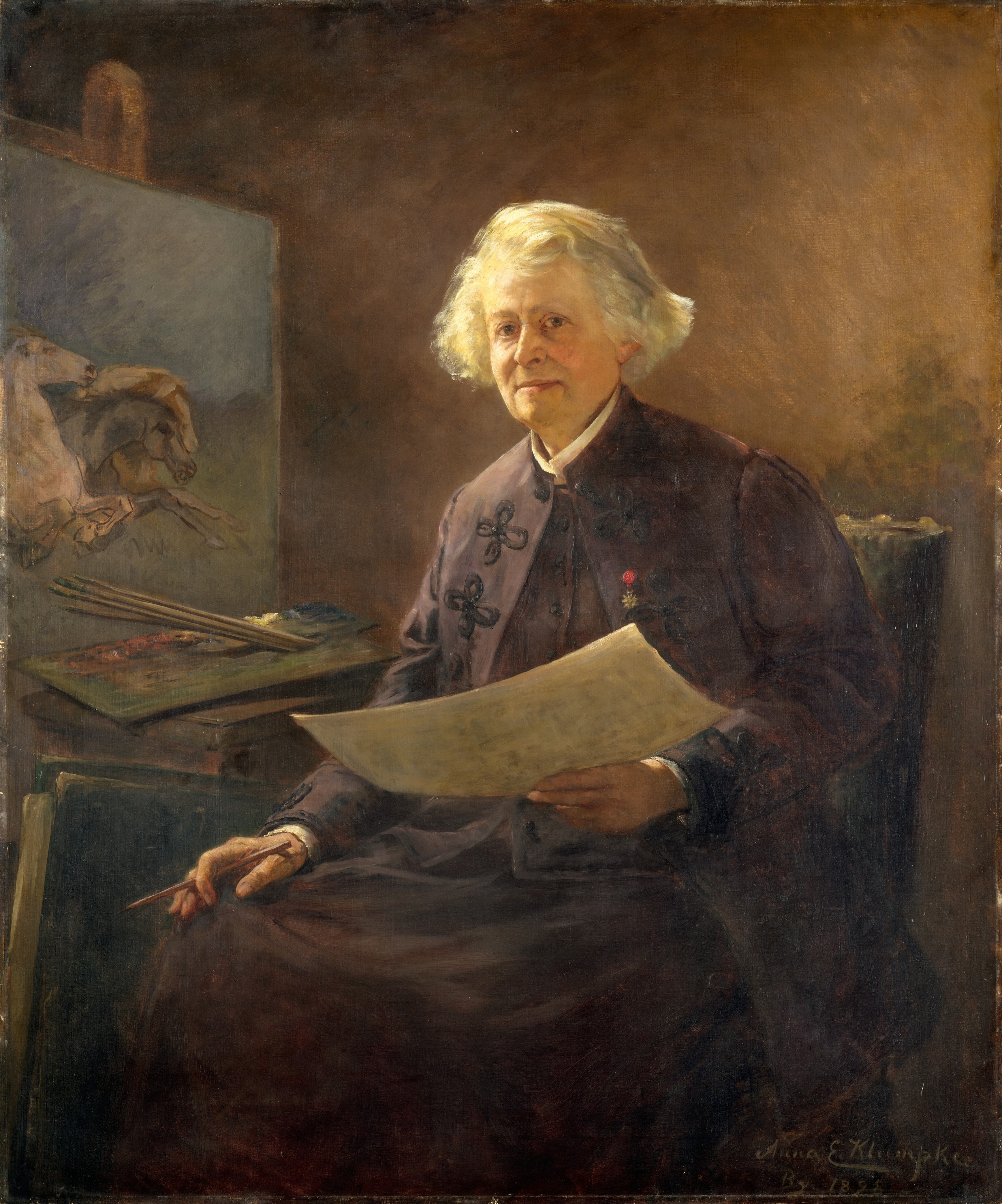
羅莎·博納爾肖像（安娜·克倫普克1898年）
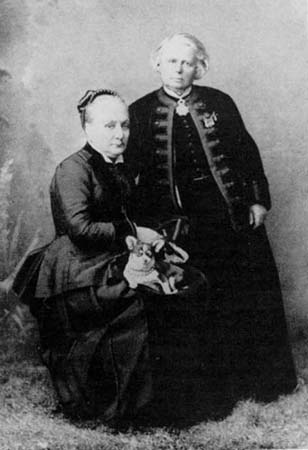
羅莎·博納爾（右）與摯友娜塔莉·米卡
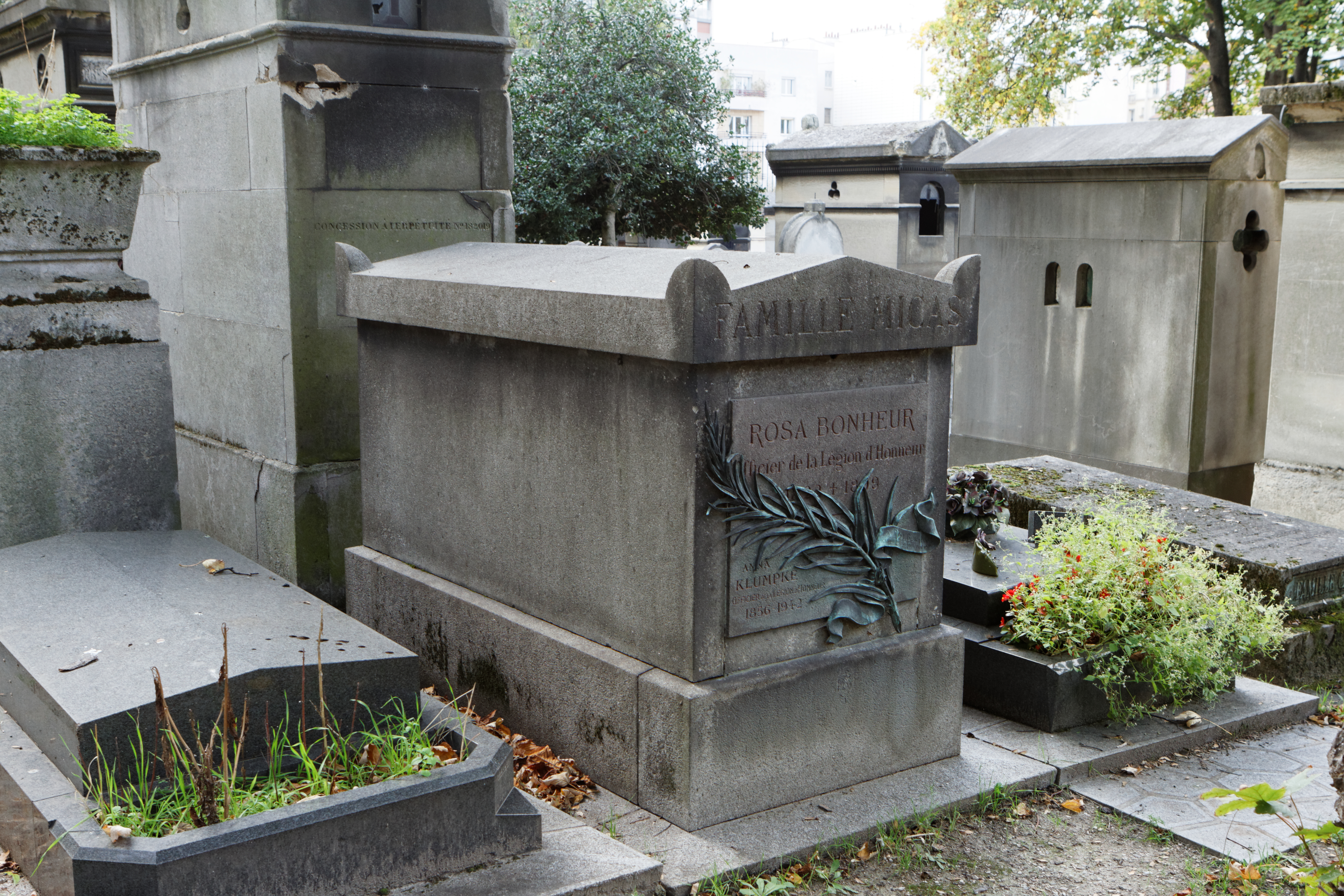
羅莎·博納爾葬於拉雪茲神父公墓，與娜塔莉·米卡及安娜·克倫普克為伴。

## 外部連結
- 法國格萊戈里·蒙羅2021製作的紀實片（時長60分鐘）
- . （原始内容存档于2021-03-19） （英语）.
- . （原始内容存档于2021-03-16） （英语）.
- （英语）.[]
- . （原始内容存档于2021-01-18） （英语）.
- . （原始内容存档于2021-04-09） （法语）.